# Dol pri Hrastovljah
Dol pri Hrastovljah je naselje v Slovenski Istri  , ki upravno spada pod Mestno občino Koper.